# Kuta (Mezopotamia)
Kuta (sum. gú.du8.aki, akad. Kutû) – starożytne miasto w północnej Babilonii, leżące ok. 25 km na północ od Kisz; identyfikowane zazwyczaj ze stanowiskiem Tall Ibrahim w Iraku, choć identyfikacja ta nie została jak dotychczas w pełni potwierdzona.

## Identyfikacja stanowiska i prace archeologiczne
Stanowisko Tall Ibrahim jest dużym tellem leżącym na północnym brzegu rzeki Habl Ibrahim, ok. 30 km na północny wschód od Babilonu. Tell ten ma kształt półksiężyca, wysokość ok. 8 m, a jego rozmiary to ok. 2 km (ze wschodu na zachód) na ok. 1 km (z północy na południe).
Identyfikację stanowiska Tall Ibrahim ze starożytną Kutą zaproponował po raz pierwszy Hormuzd Rassam, który przeprowadził tu krótkie prace wykopaliskowe w latach 1881-1882, odkrywając m.in. tabliczki klinowe i inskrybowane cegły. Znaleziska Rassama z Tall Ibrahim opisał F. Delitzsch, który twierdził, że w pochodzących z tego stanowiska tekstach klinowych i inskrybowanych cegłach wzmiankowana była świątynia boga Nergala i jego żony bogini Las w mieście Kuta. W trakcie prac inwentarzowych w British Museum, gdzie trafić miały zabytki z Tall Ibrahim, nie udało się jednak odnaleźć żadnych inskrybowanych cegieł pochodzących z tego stanowiska, a w przypadku tabliczek klinowych tylko jedna z nich (tekst BM 42308 + 42323), datowana w mieście Kuta w czasach panowania Seleucydów, mogła wskazywać na identyfikację Tall Ibrahim z Kutą.
Wykopaliska Rassama były pierwszymi i jak dotychczas jedynymi pracami archeologicznymi przeprowadzonymi w Tall Ibrahim. Poza nimi prowadzone tu były jedynie badania powierzchniowe, których wyniki opublikowano w 1972 roku. Odnalezione w ich trakcie na stanowisku fragmenty naczyń wskazywały na ciągłe zasiedlenie Tall Ibrahim począwszy od okresu protoliterackiego aż do schyłkowego okresu panowania Abbasydów.
Wyniki badań powierzchniowych w Tall Ibrahim stały się jednym z argumentów za identyfikacją tego stanowiska z miastem Kuta, które zgodnie z zachowanymi źródłami pisanymi istnieć miało nieprzerwanie co najmniej od okresu akadyjskiego aż do panowania Abbasydów. Innym argumentem przytaczanym za identyfikacją Tall Ibrahim z Kutą jest położenie tego stanowiska pomiędzy Babilonem a Sippar, co pozostaje w zgodzie z informacjami o mieście Kuta zawartymi w źródłach pisanych. Tym jednak, co najbardziej potwierdza identyfikację Tall Ibrahim z Kutą, jest lokalizacja tego stanowiska nad rzeką Habl Ibrahim, noszącą w czasie panowania Abbasydów arabską nazwę Nahr Kuta. Zdaniem naukowców arabskie Nahr Kuta pochodzić ma od  nār Kutē („kanał miasta Kuta”) – akadyjskiej nazwy kanału, nad którym zgodnie ze źródłami klinowymi leżeć miało miasto Kuta.

## Historia miasta Kuta
Niewiele wiadomo o początkach miasta Kuta. Po raz pierwszy jego nazwa pojawia się w inskrypcji Naram-Sina (ok. 2254-2216 p.n.e.) na posągu z Basetki oraz w inskrypcji na obelisku Manisztusu. Za panowania III dynastii z Ur (ok. 2113-2005 p.n.e.) Kuta była już stolicą jednej z prowincji, zarządzaną przez ensich, królewskich namiestników. Imiona pięciu z nich są nam znane - byli to Gudea, Lu-Szara, Namzitara, Piszah-Il i Ursagamu. Wiadomo też, że za rządów Amar-Suena (ok. 2047-2038 p.n.e.) Kutą zarządzać miał królewski gubernator (sum. šagin). Z kolei Szulgi (ok. 2096-2048 p.n.e.), inny z władców z III dynastii z Ur, wznieść miał w Kucie świątynię boga Meslamtaea - opiekuńczego boga tego miasta.
W okresie starobabilońskim kontrolę nad Kutą przejęli władcy z I dynastii z Babilonu (1894-1595 p.n.e.). Jeden z nich, Sumu-la-El (1880-1845 p.n.e.), ufortyfikować miał to miasto („nazwa roczna” 27). Kuta wzmiankowana jest również w prologu Kodeksu Hammurabiego:
„(Hammurabi), sieć (na) wrogów, któremu Erra, towarzysz jego, pozwolił spełnić życzenia jego, który powiększył miasto Kuta, który pomnożył wszystko cokolwiek nazwę swą (ma), dla (E)-meslam” (II 68 - III 6)
Po upadku I dynastii z Babilonu Kuta wciąż pojawia się w źródłach pisanych, ale dostarczają one bardzo niewielu informacji dotyczących tego miasta. Więcej informacji o Kucie zaczyna pojawiać się w asyryjskich i babilońskich tekstach z 1 połowy I tys. p.n.e. W IX i na początku VIII w. p.n.e. wielu asyryjskich królów odwiedziło Kutę składając ofiary bóstwom w tym mieście (np. Salmanasar III, Szamszi-Adad V, Adad-nirari III i Tiglat-Pileser III). W 703 r. p.n.e. babiloński król Marduk-apla-iddina II uczynił Kutę swoją bazą operacyjną, gromadząc tu sprzymierzone wojska babilońskie, chaldejskie, aramejskie, elamickie i arabskie przeciw nowemu asyryjskiemu królowi Sennacherybowi. W odpowiedzi Sennacheryb ze swoją armią wkroczył do Babilonii i pokonał wojska koalicji, przejmując kontrolę nad licznymi babilońskimi miastami, w tym Kutą. Czas asyryjskiej dominacji nad Babilonią w VII w. p.n.e. wyznacza okres względnego spokoju i stabilizacji w historii Kuty. W okresie tym, za rządów Aszurbanipala (668-627? p.n.e.), przeprowadzone zostały w Kucie prace restauracyjne przy tamtejszej świątyni boga Nergala. W 651 r. p.n.e. Kuta znalazła się wśród miast zdobytych przez Szamasz-szuma-ukina, zbuntowanego brata Aszurbanipala. W ciągu dwóch lat rebelia ta została jednak przez Aszurbanipala stłumiona, a Kuta ponownie znalazła się w asyryjskich rękach.
W końcu VII w. p.n.e. Kuta wraz z wieloma innymi babilońskimi miastami, takimi jak Dilbat czy Borsippa, znalazła się pod kontrolą babilońskiego króla Nabopolassara, odzyskując za rządów jego syna i następcy Nabuchodonozora II (604-562 p.n.e.) dawną świetność jako centrum kultowe. Kuta zasiedlona była jeszcze za rządów Achemenidów i Seleukidów, o czym świadczą zachowane źródła pisane.

## Bogowie miasta Kuta
Kuta była centrum kultowym bóstw związanych ze światem podziemnym. Bogiem opiekuńczym tego miasta był Nergal, czczony tu pod imionami Erra, Meslamta-ea („ten, który wychodzi z Meslam”) i Lugal-Gudua („król miasta Kuta”). W Kucie znajdowała się jego główna świątynia, zwana Meslam lub E-meslam. Poza Nergalem w Kucie czczono też pomniejsze bóstwa, jak na przykład boginię Las, małżonkę Nergala.

## Kuta w Biblii
Miasto Kuta wzmiankowane jest w Biblii w 17 rozdziale 2 Księgi Królewskiej. Zgodnie z przekazem biblijnym mieszkańcy Kuty znaleźć się mieli wśród ludności przesiedlonej na rozkaz asyryjskiego króla do Samarii (2 Krl 17:24), gdzie oddawać mieli cześć swemu idolowi - Nergalowi (2 Krl 17:30).